# Kościół św. Jacka w Rydułtowach
Kościół świętego Jacka – rzymskokatolicki kościół parafialny należący do dekanatu Niedobczyce archidiecezji katowickiej. Znajduje się w rydułtowskim osiedlu Radoszowy.
W 1919 roku został powołany komitet budowy świątyni, natomiast w 1920 roku zostały rozpoczęte prace. Świątynia została poświęcona w dniu 22 lutego 1922 roku. W dniu 18 lipca 1925 kościół został uroczyście konsekrowany przez księdza Augusta Hlonda. Podczas konsekracji zostały poświęcone trzy dzwony, które następnie zostały zawieszone na wieży. Eksploatacja górnicza pod świątynią doprowadziła do jej poważnych uszkodzeń. W 1968 roku został rozpoczęty remont. Zostały wzmocnione fundamenty, został zmieniony sufit, ołtarze i cały wystrój świątyni. W 2017 roku został zmieniony wystrój świątyni. Świątynia posiada trzy nowe ołtarze, nawiązujące do usuniętych ze świątyni ponad 40 lat temu. Nowe ołtarze - główny i boczne - są dopasowane stylowo do neobarokowego stylu kościoła i nawiązują do ołtarzy oryginalnych z 1922 roku. Po zmianach wprowadzonych przez Sobór Watykański II zostały ze świątyni szybko zdemontowane i wystrój został zmieniony na nowoczesny. Obraz w nowym ołtarzu głównym przedstawia wydarzenie z życia św. Jacka - święty podczas ataku Tatarów na Kijów wynosi ze świątyni nie tylko Najświętszy Sakrament, ale również figurę Matki Boskiej. Z lewej i prawej strony zostali przez artystę wyrzeźbieni krewni św. Jacka - błogosławieni: Czesław i Bronisława. Zbliżone figury i obraz były umieszczone w pierwszym ołtarzu świątyni z 1922 roku. Na samej góry ołtarza głównego został odrestaurowany obraz Chrystusa - jest to zachowany element pochodzący z pierwszego ołtarza głównego. Z ołtarza, który został zamontowany po soborze do nowego zostało wstawione tabernakulum. Z kolei najcenniejszy pod względem artystycznym element "posoborowego" ołtarza - wielki krucyfiks wyrzeźbiony z drewna przez profesora Zygmunta Brachmańskiego został przeniesiony do kruchty świątyni.